# 12e cérémonie des Grammy Awards
La 12e cérémonie annuelle des Grammy Awards a eu lieu le 11 mars 1970.

## Palmarès
| Prix                      | Artiste                 | Titre                                             |
| ------------------------- | ----------------------- | ------------------------------------------------- |
| Enregistrement de l'année | 5th Dimension           | Aquarius/Let The Sunshine In (The Flesh Failures) |
| Album de l'année          | Blood, Sweat and Tears  | Blood, Sweat and Tears                            |
| Chanson de l'année        | Joe South               | Games People Play                                 |
| Meilleur nouvel artiste   | Crosby, Stills and Nash | Crosby, Stills and Nash                           |